# Всё то, о чём мы так долго мечтали
«Всё то, о чём мы так долго мечтали» — боевик режиссёра Рудольфа Фрунтова 1997 года. Последняя работа в кино Микаэла Таривердиева.

## Сюжет
Сюжет картины построен на воспоминаниях главного героя по имени Николай. Фильм начинается с краткой сцены, где он любуется панорамой маленького немецкого городка и за кадром выражает надежду, что после недавних событий в его жизни наконец долгожданный наступит покой. Далее действие переносится в его прошлое.
Бывший пограничник Николай, недавно демобилизованный из армии, встречает своего друга — сослуживца Лёху, который стал деловым и влиятельным. Алексей предложил Николаю лёгкую работу — перегнать автомобиль «Mercedes-Benz W201» из Германии в Россию (в Калининград) для продажи. Николай, будучи в бедственном материальном положении, соглашается. Ему приходится работать с людьми из преступной группировки, с которыми у него с самого начала сложились неприятельские отношения. Как оказалось позже, главным в этой группировке является Лёха.
Перед выездом Николаю дают строгие наставления: не заезжать в города, не покупать еду, питаться только тем, что ему дали в дорогу, но Николай решил их ослушаться, мотивируя тем, что вряд ли ещё когда побывает в Германии. Он заезжает в крупный город (по-видимому, Гамбург) и посещает публичный дом. Так как Николай не владеет немецким языком, он притворяется глухонемым. Когда выяснилось, что проститутка, которую заказал Николай, оказалась русской, то он устраивает погром в публичном доме, за что и попадает в отделение полиции.
Полицейские проверяют его автомобиль и обнаруживают в нём спрятанный героин, за что Николай попадает в тюрьму. Ему грозит лишение свободы сроком на 20 лет, причём сидеть ему пришлось бы в российской тюрьме, но следователь разбирается в проблеме Николая и пытается ему помочь, так как уверен, что Николая подставили, потому что документы на автомобиль оказались фальшивыми, еда и медикаменты, которыми снабдили его бандиты, были отравлены, и что, скорее всего, Николай ничего не знал про героин, который он перевозил в машине. На одном из допросов Николай погружается в воспоминания о своём подлом друге Лёхе, которого он когда-то в армии спас от изнасилования старослужащими.
В немецкой тюрьме Николаю приходится несладко, тюрьма переполнена турками, над новичком жестоко издеваются, но получают от Николая крепкий отпор; однажды даже на него было совершено покушение, но, увидев, что Николай хорошо дерётся и даёт отпор всем заключённым, пожилой татарин по кличке Хозяин — смотрящий тюрьмы (Всеволод Шиловский) — предлагает ему незаконную сделку, а именно участие в гладиаторских боях на смерть: в случае победы он получает 50 тысяч марок и через короткое время выходит на свободу. Николай, не раздумывая, принимает эти условия. Время от времени его посещает та самая проститутка Наташа, из-за которой он и попал в тюрьму. Она чувствует свою вину в его беде, поэтому помогает ему — передаёт план побега с гладиаторской арены.
В гладиаторском бою Николай и его противник, который тоже оказался русским и такой же жертвой обмана, как и Николай, сговорившись, бьют рефери после очередного гонга и убегают с арены врассыпную. Николаю удаётся бежать через канализацию от преследующих его охранников с автоматами, и в условленном месте его забирает Наташа.
Далее у них завязываются серьёзные отношения. Наталья оказалась обманом втянута в развратную жизнь той же бандитской группировкой, которая подставила Николая. Наталья живёт с маленькой дочкой и бабушкой в небольшом городке на севере Германии. Она предлагает Николаю принять крещение в местном православном храме, на что Николай соглашается (его родители были атеистами). Бабушка Натальи находит Николаю работу помощником капитана рыболовной яхты, Николай с радостью принимает эту работу. Казалось бы, у Николая и Натальи должно всё сложиться в личной жизни, но тут на их след выходят бандиты, они нападают на их яхту, убивают капитана, а также тяжело ранят Наталью. Николаю удаётся расправиться с бандитами, и далее он высаживается на берег, где его поджидал Лёха. Он не ожидал, что Николай останется в живых и, сильно перепугавшись, садится в машину и пытается скрыться. Николай садится в другой автомобиль и гонится за Лёхой. В конце концов он сбивает его машину, которая переворачивается и загорается. Лёха умоляет Николая вытащить его, говорит, что ни в чём не виноват и сам был подставлен, но Николай не прощает предательства бывшему другу и уходит. Автомобиль с Лёхой взрывается.
В последних кадрах Николай провожает машину скорой помощи с Натальей, а утром идёт к морю и сбрасывает со скалы всё оружие в воду.

## В ролях
- Николай Добрынин — Николай Головин
- Анна Терехова — Наташа (озвучивала Любовь Германова)
- Сергей Угаров — Лёха
- Александр Песков — «Главарь»
- Всеволод Шиловский — «Хозяин», смотрящий в тюрьме
- Нина Агапова — Полина
- Вячеслав Гришечкин — «Фармацевт»
- Георгий Корольчук — священник
- Андрей Градов — текст за кадром

## Съёмочная группа
- Автор сценария: Анатолий Усов
- Режиссёр: Рудольф Фрунтов
- Оператор: Сергей Мокрицкий
- Художник: Владимир Ярин
- Композитор: Микаэл Таривердиев
- Запись музыки: Дмитрий Боголепов
- Музыкальный редактор: Арсений Лаписов
- Продюсер: Рудольф Фрунтов

## Награды
- Приз информационного спонсора НТВ режиссёру (Рудольф Фрунтов)
- Приз зрительских симпатий актёрам (Николай Добрынин, Анна Терехова) ФРК «Окно в Европу—97» (Выборг)
- Приз «Вера, Надежда, Любовь» КФ «Листопад—97» (Минск).